# Contea di Darke
La contea di Darke ( in inglese Darke County ) è una contea dello Stato dell'Ohio, negli Stati Uniti. La popolazione al censimento del 2000 era di 53 309 abitanti. Il capoluogo di contea è Greenville.